# Martin Starr
Martin Starr (Santa Monica, 30 juli 1982) is een Amerikaans acteur, bekend door zijn rollen als Gilfoyle in de HBO show Silicon Valley, als Bill Haverchuck in de kortlopende komedieserie Freaks and Geeks en als Roman DeBeers in de komedieserie Party Down, evenals voor rollen in de films Knocked Up, Cheats en Adventureland.

## Filmografie

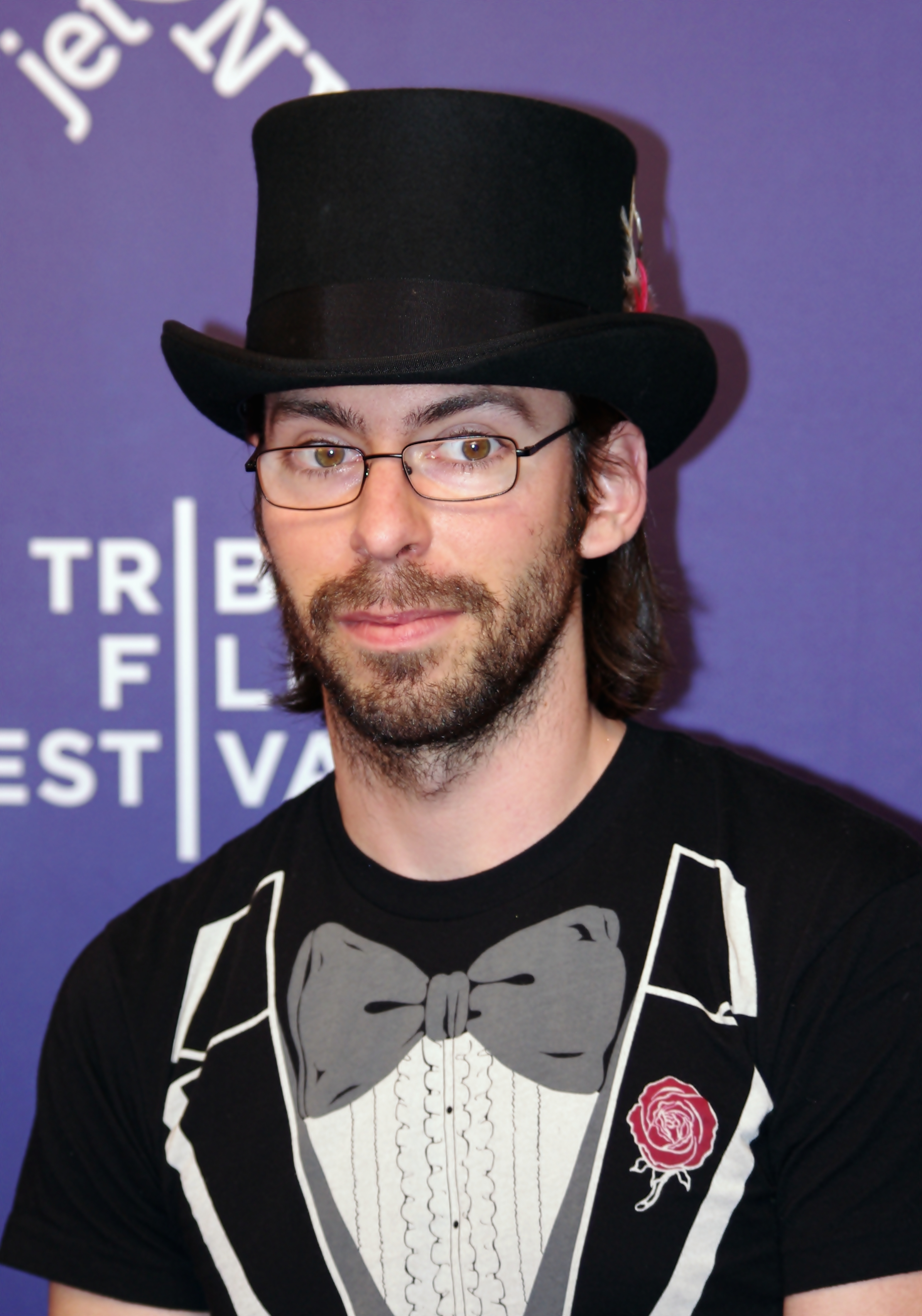
Starr in 2011

| Jaar | Film                                 | Rol                  |
| ---- | ------------------------------------ | -------------------- |
| 1992 | Hero                                 | Allen in Coma        |
| 2001 | Eyeball Eddie                        | Eddie Malick         |
| 2001 | Robbie's Brother                     | Wayne                |
| 2002 | Stealing Harvard                     | Verkoper             |
| 2002 | Cheats                               | Applebee             |
| 2003 | Who's Your Daddy?                    | Scooter              |
| 2003 | Band Camp                            | Shane                |
| 2004 | Fish Burglars                        | Marty                |
| 2005 | Kicking & Screaming                  | Beantown-klant       |
| 2006 | American Storage                     | Charlie              |
| 2006 | A Midsummer's Night Rewrite          | John                 |
| 2007 | Knocked Up                           | Martin               |
| 2007 | Superbad                             | James Masselin       |
| 2007 | Walk Hard                            | Schmendrick          |
| 2008 | Good Dick                            | Simon                |
| 2008 | The Incredible Hulk                  | Roger Harrington     |
| 2009 | Big Breaks                           | Barista              |
| 2009 | Adventureland                        | Joel                 |
| 2009 | The Invention of Lying               | Waiter #1            |
| 2009 | The Last Lovecraft: Relic of Cthulhu | Clarence             |
| 2009 | 1-900-Drinking Buddy                 | Yung Joc             |
| 2009 | Paper Heart                          | Zichzelf             |
| 2010 | A Good Old Fashioned Orgy            | Doug Duquez          |
| 2010 | Church & State                       | Jesus                |
| 2010 | Lovepocalypse                        | Ernie                |
| 2011 | Lawless                              | Lloyd                |
| 2011 | 6 Month Rule                         | Alan                 |
| 2011 | Fight For Your Right: Revisited      | Politieman           |
| 2017 | Spider-Man: Homecoming               | Mr. Roger Harrington |
| 2019 | Spider-Man: Far From Home            | Mr. Roger Harrington |
| 2021 | Spider-Man: No Way Home              | Mr. Roger Harrington |